# Карел Шкрета
Карел Шкрета (чеськ. Karel Škréta Šotnovský ze Závořic, 1610—1674) — чеський портретист, який працював у стилі бароко.

## Життєпис
Народився в благородній протестантській сім'ї, яка спочатку керувала млинами в Південній Богемії, але переїхала до Кутної Гори, потім до Праги, де вони займали кілька офіційних посад. Його батько помер, коли йому було всього три роки, і його віддавали до місцевих шкіл, де він отримав повну класичну освіту. Невідомо, де він вивчав живопис, хоча він, ймовірно, навчався при Королівськом дворі, де він можливо працював з Егідієм Саделером.
За цей час почалася Тридцятилітня війна і Прага була взята католицькими силами. Протестантів спочатку терпіли, але у 1627 році були розпочаті великі заходи по наверненню, і наступного року він втік з матір'ю до Саксонії. Зрештою, він поїхав до Італії, провів кілька років у Венеції, вивчаючи твори Веронезе, Тінторетто і Тіціана, а потім відправився до Риму в 1634 році, де приєднався до Bentvueghels (асоціація голандських художників) під псевдонімом «Slagzwaart» (широкий меч).
К цьому часу він вже зарекомендував себе як художник-портретист. Приблизно через рік він повернувся до Саксонії і, нарешті, повернувся до Праги в 1638 році, де перейшов до католицизму і подав до суду, щоб відновити власність; можливо, за допомогою впливового єзуїта, оскільки він почав приймати комісії з цього товариства. Він відкрив студію в 1645 році і приєднався до гільдії художників, виконуючи обов'язки голови з 1651 по 1661 роки.
На додаток до портретів він малював вівтарні та інші прикраси в кількох церквах, включаючи Костел Божої Матері перед Тином, Церква Святого Прокопію у Жижкові і Св. Вацлавська церква в Здеразі. На його честь були названі численні вулиці: в Виноградах, Брно, Остраві, Оломоуці, Усті-над-Лабем, Їглаві, Чеській Липі, Літомержице, Високому Миті, Жатці Плзені та інших.
Про нього було створено два театральні твори (обидва названих «Карел Шкрета»). Перший — комедія, написана в 1841 році Вацлавом Алоізом Свободою. Другий — це комічна опера, заснована на п'єсі Свободи, написаної в 1883 році Карел Бендлем, на лібрето Елішки Красногорської. Незважаючи на те, що його мистецтво відіграє певну роль у сюжетах (особливо під час кульмінації), вони мають романтичні та політичні інтриги, які закінчуються вбивством.

## Вибрані картини

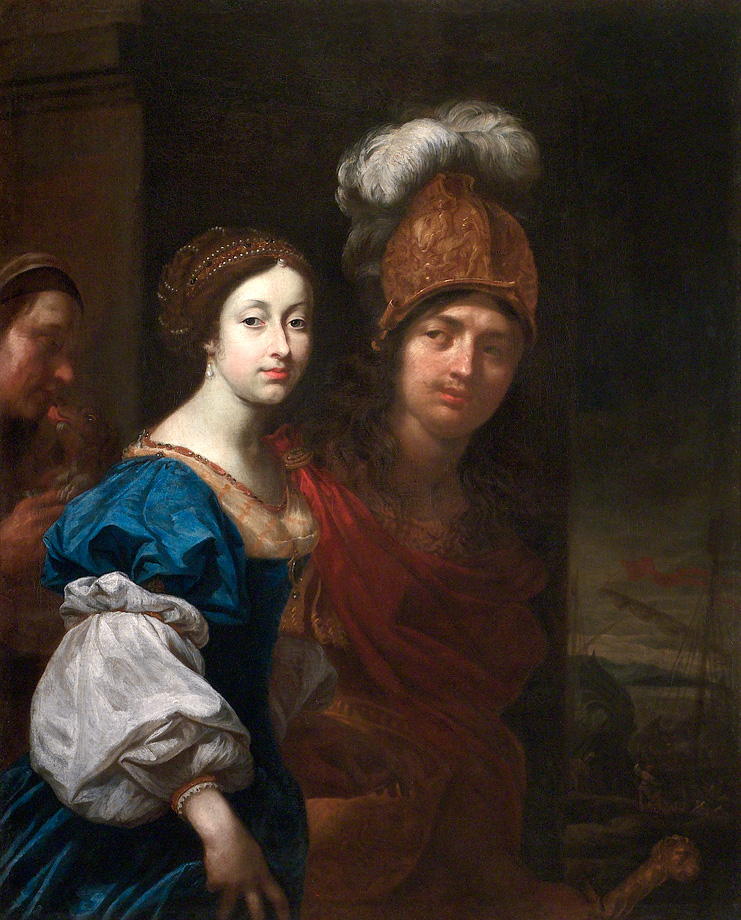
Паріс та Єлена
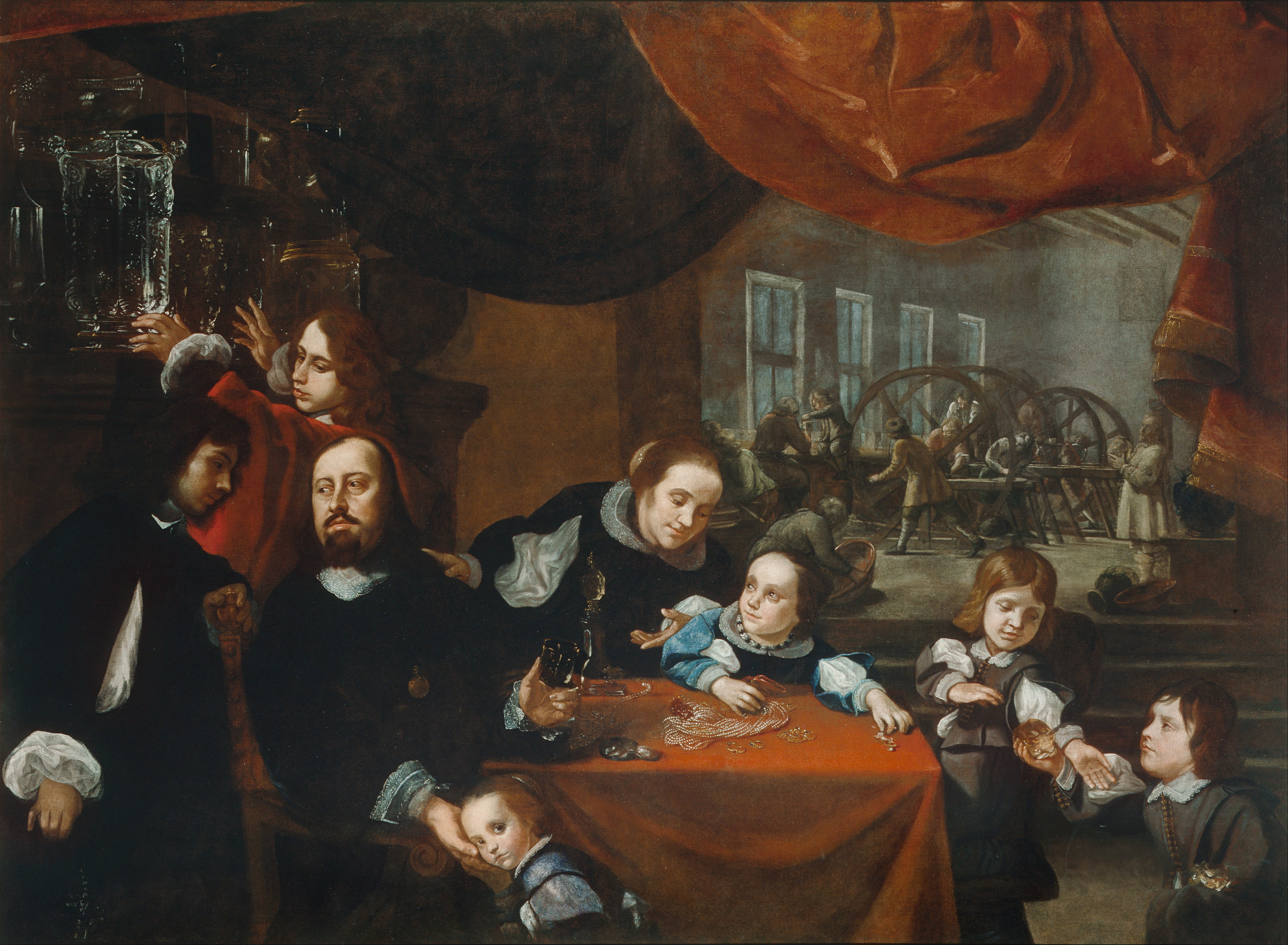
Портрет ювеліра Діонісіуса Мізероні та його родини
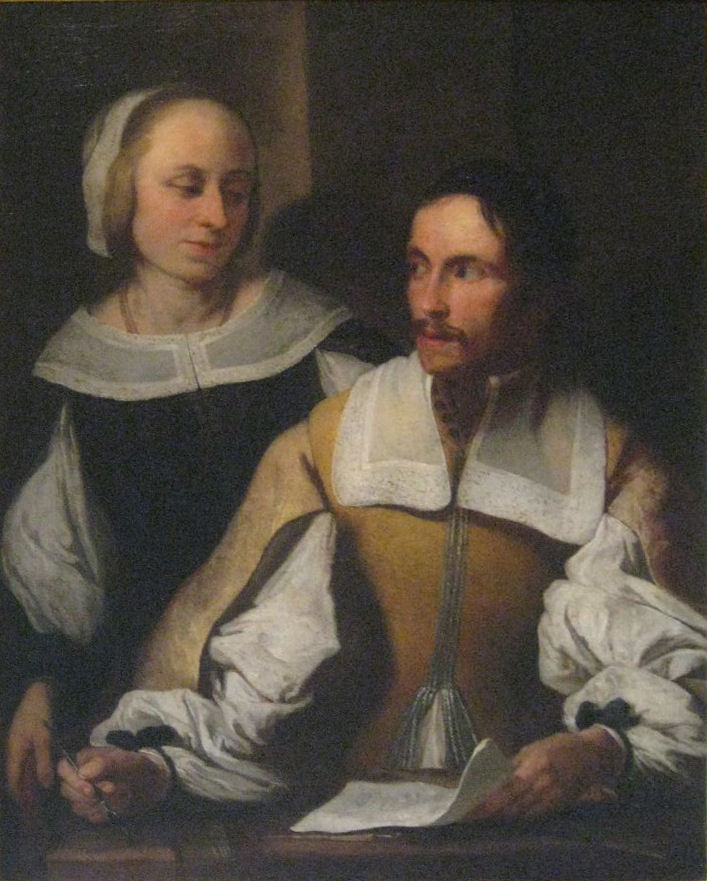
Математик та його дружина
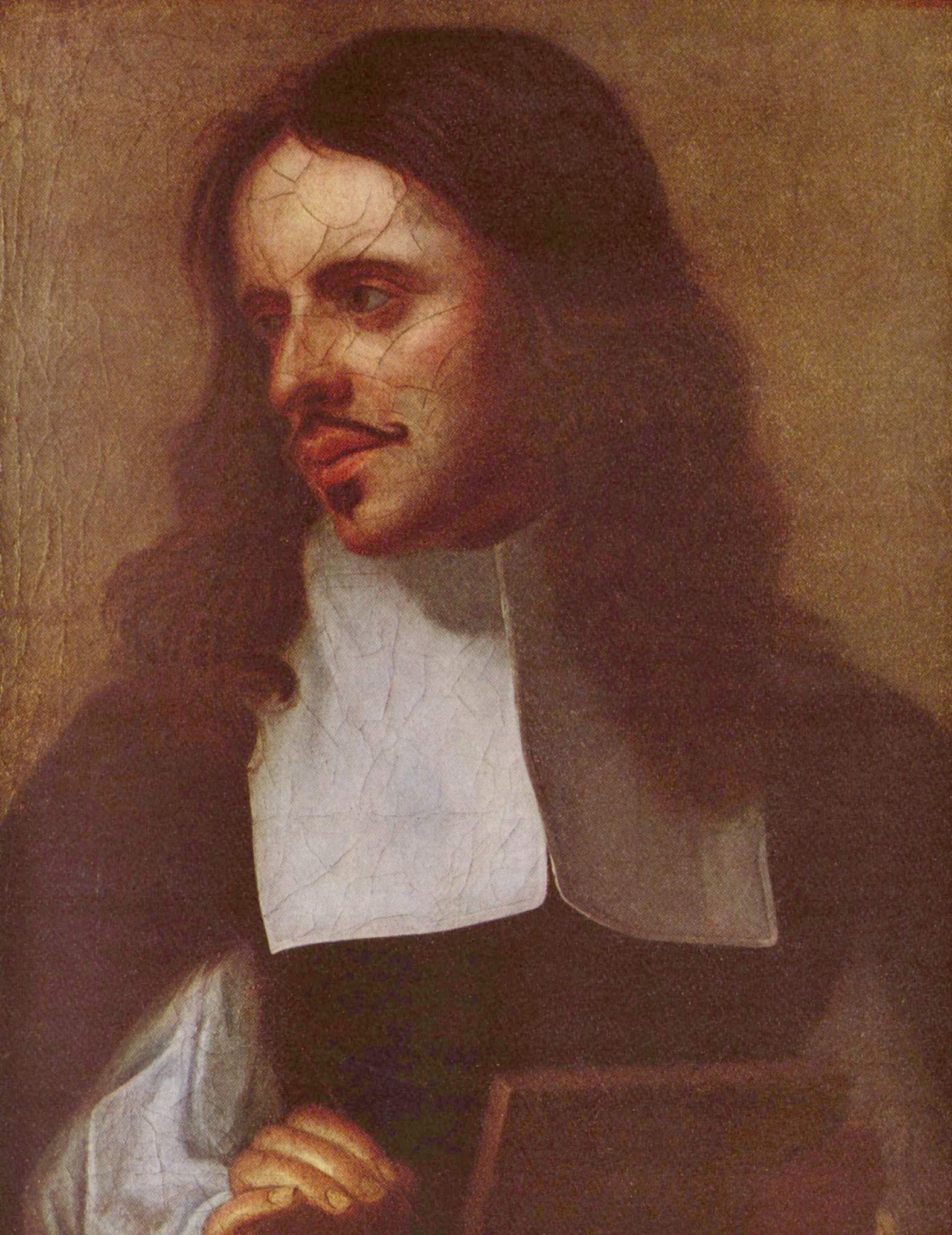
Портрет мініатюриста (Йоахим фон Зандрарт?)